# Aptera Motors
Aptera Motors, ehemals Accelerated Composites, ist ein US-amerikanisches Automobilunternehmen mit Hauptsitz in San Diego, Kalifornien. Das Unternehmen wurde 2005 gegründet, 2011 aufgelöst und 2019 neu gegründet. Es plant Solarautos zu produzieren und zu vertreiben.

## Geschichte
Das Unternehmen wurde 2005 von Steve Fambro gegründet und hieß ursprünglich Accelerated Composites. Fambro hatte zuvor bei Illumina als Elektroingenieur gearbeitet. Kurz nach der Gründung des Unternehmens stellte Fambro Chris Anthony als COO ein. Aptera Motors stellte verschiedene Konzepte und Prototypen vor. Im Jahr 2008 stellte Aptera Motors mehrere Branchenveteranen für die Bereiche Entwicklung, Produktion und Marketing ein und erhielt 24 Millionen US-Dollar von Google und weiteren Investoren. Geplant waren die Herstellung eines Hybrids und eines reinen Elektrofahrzeugs mit Solarzellen. Das Unternehmen ging allerdings im Dezember 2011 pleite, bevor es mit der kommerziellen Produktion und der Auslieferung seiner Prototypen beginnen konnte.
Im Jahr 2019 wurde Aptera Motors von den ursprünglichen Gründern Chris Anthony und Steve Fambro als Aptera Motors Corp. neu gegründet. Das Unternehmen nutzte eine Crowdfunding-Kampagne im Internet, um die Entwicklung des nach eigenen Angaben effizientesten Straßenfahrzeugs der Welt wieder aufzunehmen. Der ursprüngliche Prototyp wurde in ein rein batteriebetriebenes Elektrofahrzeug, den Aptera EV, umgeändert, das im Testzyklus weniger als 100 Wh pro Meile verbraucht und eine geschätzte Reichweite von 1.000 Meilen (1.600 km) hat, mit Solarzellen, die eine zusätzliche Reichweite von bis zu 40 Meilen pro Tag ermöglichen. Damit wäre der Aptera das effizienteste und reichweitenstärkste Fahrzeug, das jemals für die Massenproduktion entwickelt wurde.
Im Dezember 2020 konnten Vorbestellungen des Aptera EV aufgegeben werden. Innerhalb von acht Tagen erhielt der Hersteller Anzahlungen für über 3000 Fahrzeuge im Wert von über 100 Millionen Dollar. Anfang 2021 kündigte Chris Anthony (CEO) an, dass Aptera im Jahr 2022 zwischen 4.000 bis 6.000 Einheiten ausliefern könne.
Im November 2024 wurde über eine Serienfertigung Ende 2025 oder Anfang 2026 spekuliert. Im Juli 2025 wurden ein neuer Prototyp vorgestellt und eine neue Crowdfunding-Aktion gestartet.

## Fahrzeuge

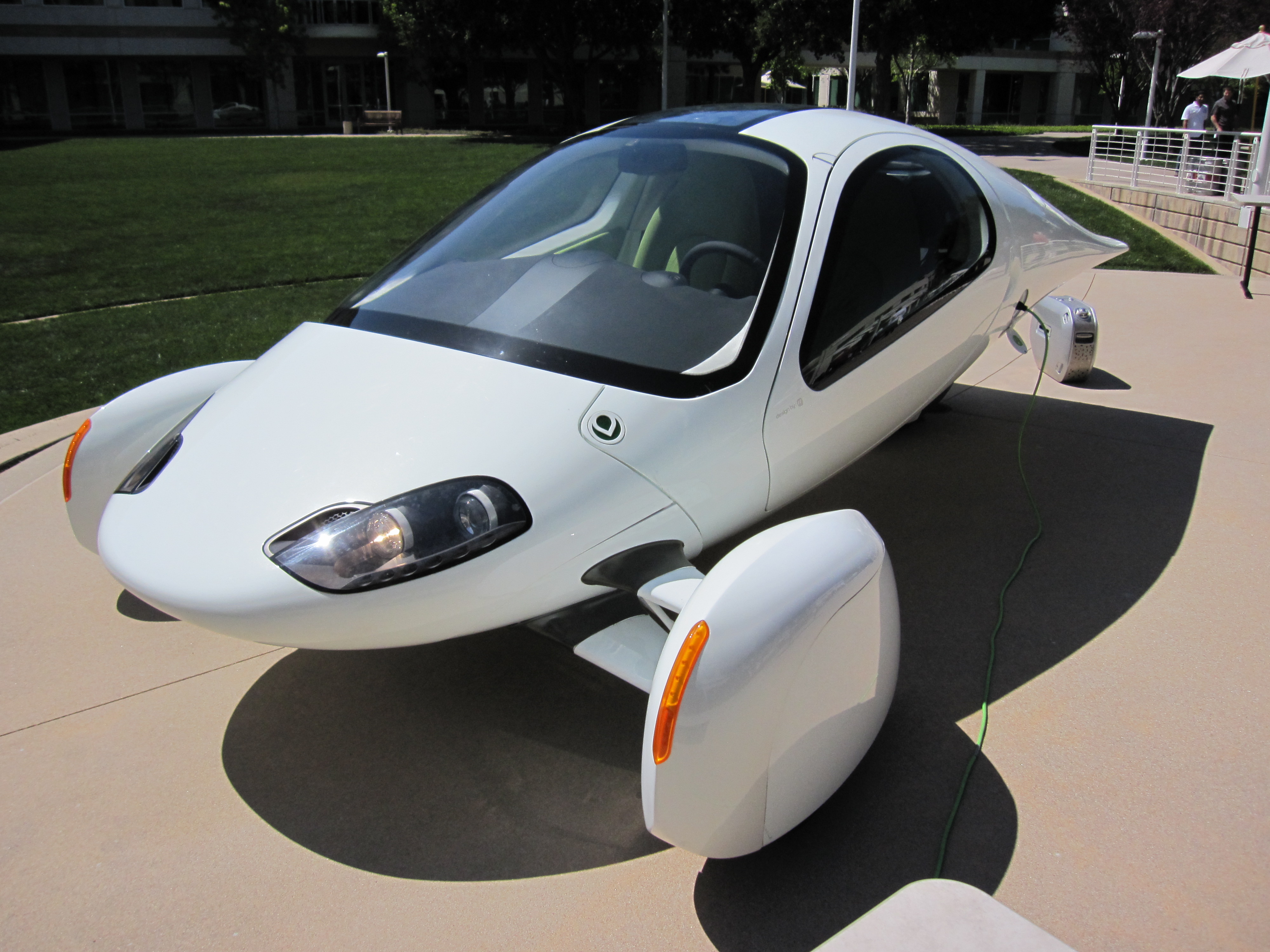
Aptera 2 Series
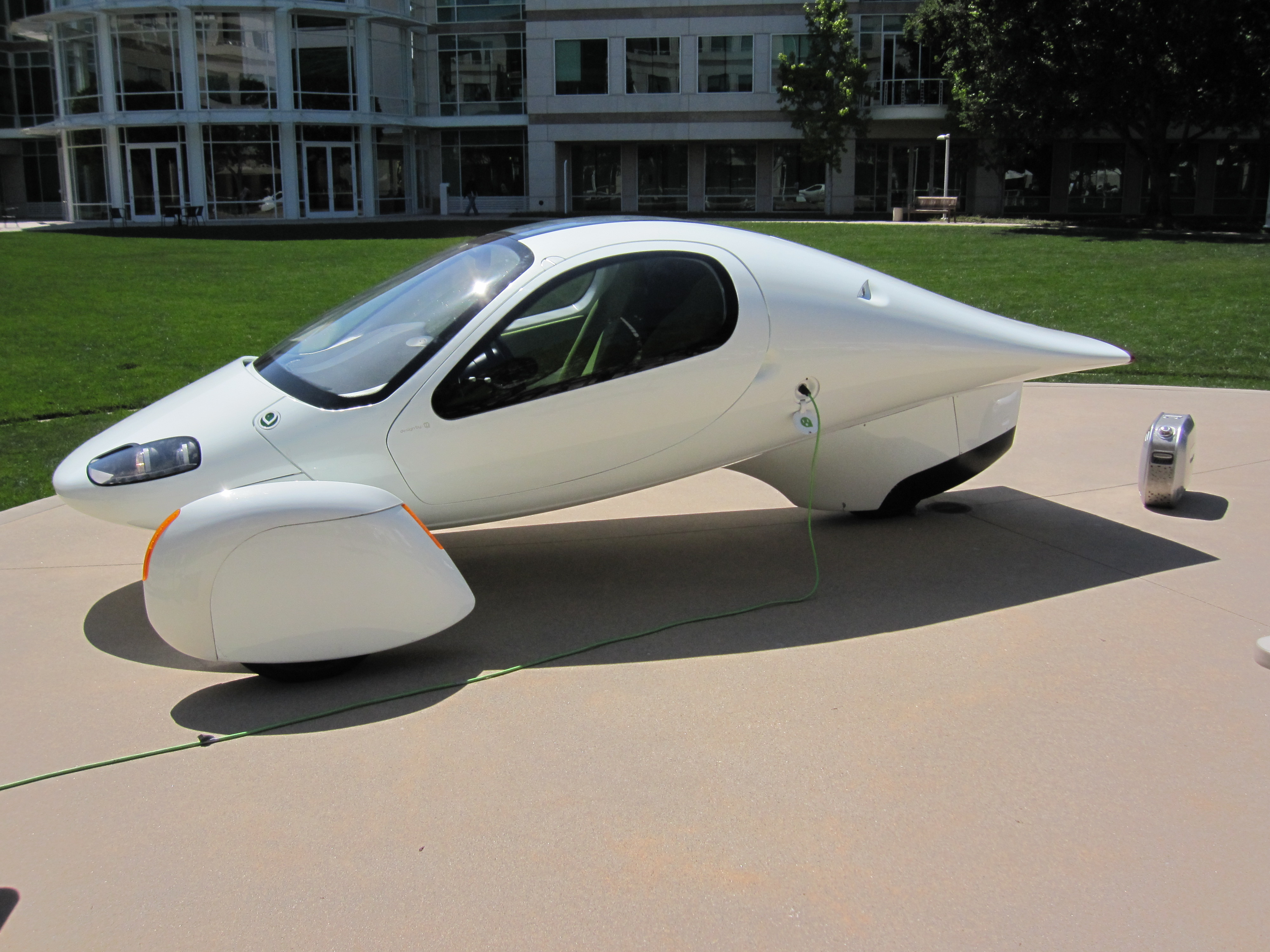
Ehemaliger Prototyp Aptera Typ-1 (2007)
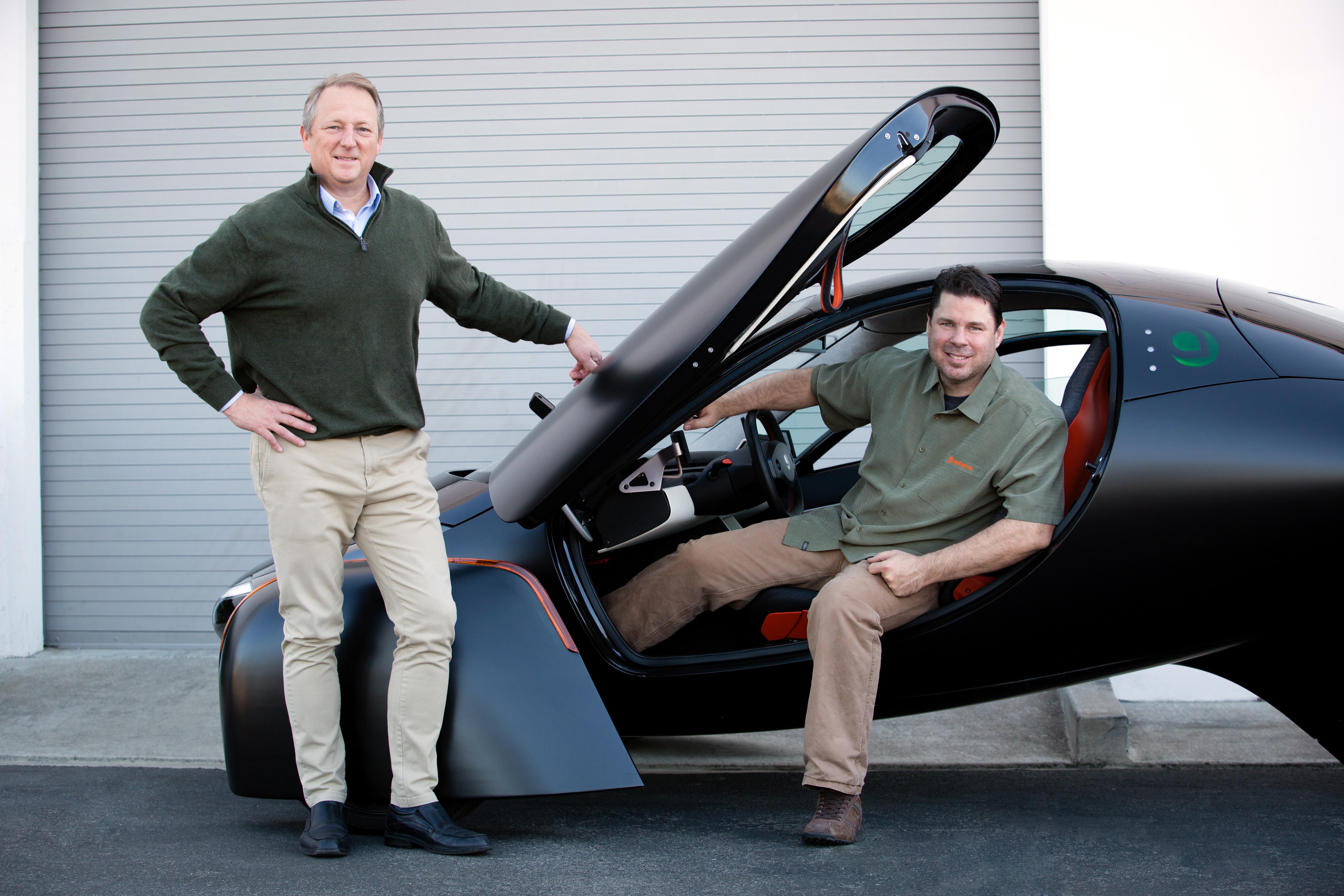
Prototyp Aptera EV (2019)